# 原田唯衣
原田 唯衣 (はらだ ゆい) は、日本の漫画家。女性漫画誌などで活躍。

## 人物
愛知県出身。10月18日生まれ。血液型はB型。海の生き物が好きで、虫が苦手だという。

## 作品リスト
- 『秘め恋ファルセット』（デビュー作）[2]
- 『2度目の春 初めてのキス』
- 『やっかいな初恋は…先輩と』
- 『お隣は1軒で2度おいしい』[1]
- 『恋にならない←この愛は』
- 恋にならない←この愛は〜水嶋美紘の戯れ〜（『ベツフラ』2021年18号[3] - 19号、2021年21号、）
- 虎と花〜虎王の花嫁さんスピンオフ〜（『ベツフラ』2022年23号[4] - 連載中、『デラックスベツコミ』2023年4月号[5] - 連載中）
- 『虎王の花嫁さん』小学館〈フラワーコミックス〉既刊7巻（『ベツコミ』2023年2月号[6] - 連載中）
  1. 2023年7月26日発売[7]、ISBN 978-4-09-872351-5
  2. 2023年9月26日発売[8]、ISBN 978-4-09-872352-2
  3. 2024年2月26日発売[9]、ISBN 978-4-09-872489-5
  4. 2024年6月26日発売[10]、ISBN 978-4-09-872583-0
  5. 2024年10月24日発売[11]、ISBN 978-4-09-872793-3
  6. 2025年2月26日発売[12]、ISBN 978-4-09-872886-2
  7. 2025年5月26日発売[13]、ISBN 978-4-09-873055-1
- くやしいけど、君の言う通り（『フラコミlike!』2025年2月5日[14]）